# 布拉德福德 (堪薩斯州)
布拉德福德（英語：Bradford）是位於美國堪薩斯州沃邦西縣的一個鬼鎮。

## 歷史
布拉德福德的郵政局於1890年設立，直到1941年結束營運。

## 地理
布拉德福德所處的海拔為高於海平面366米（即1201英呎），而該地所採用的時區為UTC-6，即北美中部時區（CST）。同時該地設有夏令時間，為UTC-6調快一小時，即UTC-5（CDT）。